# Kursächsische Postmeilensäule Schneeberg

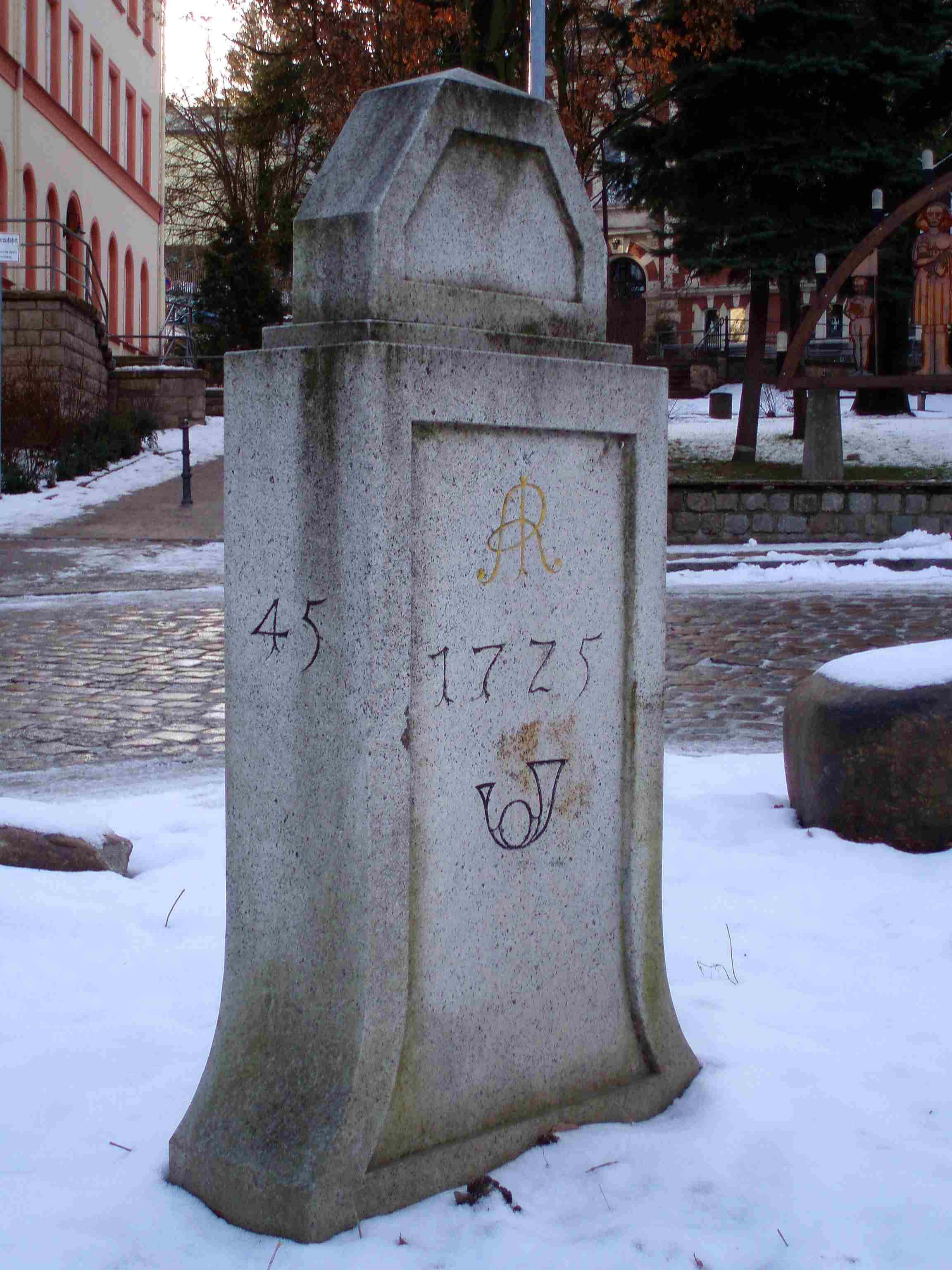
Viertelmeilenstein in Schneeberg

Die denkmalgeschützte kursächsische Postmeilensäule Schneeberg gehört zu den kursächsischen Postmeilensäulen, die im Auftrag des Kurfürsten Friedrich August I. von Sachsen durch den Land- und Grenzkommissar Adam Friedrich Zürner in der ersten Hälfte des 18. Jahrhunderts im Kurfürstentum Sachsen errichtet worden sind. Es handelt sich um die Kopie eines Viertelmeilensteins. Er befindet sich am oberen Ende des Marktplatzes des Stadtteils Neustädtel der westerzgebirgischen Stadt Schneeberg im Erzgebirgskreis.

## Geschichte
Der Viertelmeilenstein trägt die Jahreszahl 1725 und die Reihennummer 45. Er gehört zur Poststraße Leipzig-Zwickau-Johanngeorgenstadt-Karlsbad. Reste der Mittelplatte aus Granit mit der Jahreszahl wurden 1971 beim Abriss eines Gebäudes in der Marienstraße sichergestellt. Der Stein stand noch nach 1800 am Originalplatz, verschwand jedoch später. Die Anfertigung der Kopie erfolgte zu Beginn der 1990er Jahre.
Das Originalreststück steht auf dem Hof des Museums für bergmännische Volkskunst.